# 白波瀬佐和子

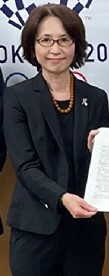
2020年11月

白波瀬 佐和子（しらはせ さわこ）は日本の社会学者、国際公務員。専門は少子社会論、格差論。国立大学法人東京大学理事・副学長を経て、国際連合事務次長補、国際連合大学上級副学長、国際学術会議副会長、復興推進委員会委員長代理。学位はD.Phil.（オックスフォード大学）。

## 経歴
京都府生まれ。1981年同志社女子大学家政学部卒業。1983年お茶の水女子大学大学院家政学研究科修士課程修了。1989年コロンビア大学東アジア研究所研究員。1997年オックスフォード大学社会学D.Phil.（社会学博士）、国立社会保障・人口問題研究所室長、2003年筑波大学大学院システム工学研究科助教授、2006年東京大学大学院人文社会系研究科社会学助教授、2007年准教授、2010年教授、2013年総長補佐、2014年総長特任補佐、2015年大学院人文社会系研究科・副研究科長、2017年広報室長、2018年副学長。2019年国立大学法人東京大学理事・副学長（国際、総長ビジョン広報）。2020年東京大学現代日本研究センター長、内閣府コロナ下の女性への影響と課題に関する研究会座長。2021年国際連合事務次長補兼国際連合大学上級副学長、東京オリンピック・パラリンピック競技大会組織委員会理事、内閣府男女共同参画会議議員、復興庁復興推進委員会委員長代理。
2022年より国際学術会議副会長（財務担当）。2022年9月22日、来たる27日に実施予定の故安倍晋三国葬儀に白波瀬が国連大学代表として参列することが、日本国外務省により発表された。2023年G7ジェンダー平等アドバイザリー評議会（GEAC）議長。

## 著書

### 単著
- 『少子高齢社会のみえない格差――ジェンダー・世代・階層のゆくえ』（東京大学出版会 2005年）
- 『日本の不平等を考える――少子高齢社会の国際比較』（東京大学出版会、2009年）
- 『生き方の不平等――お互いさまの社会に向けて』（岩波新書、2010年）

### 共編著
- Demographic Change and Inequality in Japan, Trans Pacific Press, 2011
- 『変化する社会の不平等 少子高齢化にひそむ格差』（東京大学出版会、2006年）
- 『ゆれる平等神話 1986-2000』日本図書センター 2008（リーディングス戦後日本の格差と不平等 第3巻）
- 『格差社会の福祉と意識』（武川正吾共編、東京大大出版会、2012年）